# Chiesa di Sant'Antonio Abate (Foggia)
La chiesa di Sant'Antonio Abate è stata una chiesa di Foggia, demolita nel 1935.
La chiesa, della prima metà del XIV secolo, era situata all'incrocio tra gli attuali corso Vittorio Emanuele e corso Garibaldi, nel largo omonimo (largo Sant'Antonio anche detto "borgo degli scopari") .
Affidata alla Confraternita dei Bianchi, fu demolita nel 1935, ed al suo posto fu costruito il palazzo del credito italiano .